# Astragalus pushtashanicus
Astragalus pushtashanicus là một loài thực vật có hoa trong họ Đậu. Loài này được C.C.Towns. miêu tả khoa học đầu tiên.